# Balbillea
Les Balbillea, parfois notées Barbilleia, sont un concours pentétérique (organisé tous les quatre ans) organisé à Éphèse à l'époque romaine. 

## Historique
Les jeux sont fondés en 86 ou 85 par Balbillus, ancien astrologue de l'empereur Néron, et autorisés par Vespasien. Ils combinent un concours de musique et de héraut et des épreuves gymniques : la lutte, le pugilat, le pancrace sont notamment attestées. Les jeux semblent avoir été assez populaires, car de nombreuses inscriptions les mentionnent parmi les principaux jeux de l'époque ; les premières remontent à 90, les dernières se situent au IIIe siècle.